# Surendra neritos
Surendra neritos är en fjärilsart som beskrevs av Hans Fruhstorfer 1907. Surendra neritos ingår i släktet Surendra och familjen juvelvingar. Inga underarter finns listade i Catalogue of Life.